# Собківка (зупинний пункт)
Собкі́вка — пасажирський залізничний зупинний пункт Полтавської дирекції Південної залізниці  на лінії Полтава-Південна — Кременчук між станціями Мала Перещепинська (6 км) та Нові Санжари (5 км). Розташований поблизу села Собківка Полтавського району Полтавської області.

## Пасажирське сполучення
На зупинному пункті зупиняються приміські електропоїзди.